# Rhonda Belle Martin
Rhonda Belle Martin (nacida como Rhonda Belle Thomley; 1907 - 11 de octubre de 1957) fue una asesina en serie estadounidense con sede en Montgomery, Alabama. Fue ejecutada en la silla eléctrica por los asesinatos de dos esposos, sus tres hijas y su propia madre, además de intentar asesinar a su último esposo.

## Crímenes
Una camarera de 49 años en Montgomery, Alabama, confesó en marzo de 1956 haber envenenado a su madre, a dos maridos y a tres de sus hijas, pero negó haber matado a otras dos hijas que también murieron a temprana edad. Según la revista Life en un artículo publicado en su momento, le encantaba recibir las tarjetas de felicitación y, más tarde, las de pésame que llegaban cuando las víctimas morían, así como tener mucho cuidado de que fueran enterradas una al lado de la otra en una parcela privada.
Su quinto marido, que anteriormente era su hijastro, fue envenenado como los demás, pero sobrevivió y quedó parapléjico. Fue su enfermedad lo que llevó a las autoridades a investigar las extrañas muertes que rodeaban a Martin.
Los fiscales afirmaron que el cobro de las indemnizaciones del seguro fue el motivo de su matanza, aunque esto es poco probable, ya que sólo cobraba lo suficiente para cubrir los gastos de entierro, y nunca admitió que fuera así.
Fue condenada por asesinar a Claude Carroll Martin, de 51 años, en 1951 alimentándolo subrepticiamente con veneno para ratas y fue ejecutada en la silla eléctrica de Alabama el 11 de octubre de 1957. Fue la última mujer ejecutada en Alabama hasta 2002, cuando Lynda Lyon Block fue ejecutada por el asesinato de un policía.

### Víctimas
- Emogene Garrett (3), su hija, murió el 9 de julio de 1937.[2]
- George Garrett (35), su segundo marido, murió el 24 de diciembre de 1939.[3]
- Anna Carolyn Garrett (6), su hija, murió el 15 de mayo de 1940.[4]
- Ellyn Elizabeth Garrett (11), su hija, murió el 1 de agosto de 1943.[5]
- Mary Frances Gibbon (58), su madre, murió el 11 de febrero de 1944.[6]
- Claude Carroll Martin (51), su cuarto marido, murió el 27 de abril de 1951.[7]

## En los medios

### Televisión
- El caso es recreado en la serie de televisión Las verdaderas mujeres asesinas de ID, en el episodio 14 de la temporada 6 (2012).